# Ueli Kestenholz
Ueli Kestenholz (Tune, 10 de maio de 1975) é um snowboarder suíço, medalhista de bronze nos Jogos Olímpicos de Inverno de 1998, em Nagano.
Além da medalha olímpica, Kestenholz é duas vezes campeão dos Winter X Games na modalidade boardercross e duas vezes campeão mundial da ISF em 2000 e 2001 e uma vez vice-campeão em 1999.